# Toosa
Toosa is een geslacht van vlinders van de familie venstervlekjes (Thyrididae).

## Soorten
- T. batesi Bethune-Baker, 1927
- T. glaucopiformis Walker, 1856
- T. longipes (Holland, 1896)